# Frédéric von Anhalt
Frédéric von Anhalt (1 de Junho de 1943) é um socialite alemão mais conhecido por ser o marido da atriz Zsa Zsa Gábor (1917-2016), sendo o mais recente e o mais duradouro. Nascido em Bad Kreuznach, Alemanha,  em 1980, foi adotado, já adulto, pela princesa Maria Augusta de Anhalt.

## Adoções
Frédéric von Anhalt adoptou vários adultos:
- Oliver Prinz von Anhalt (nome de nascimento: Oliver Bendig)
- Marcus Prinz von Anhalt (nome de nascimento: Marcus Eberhardt)
- Michael Prinz von Anhalt (nome de nascimento: Michael Killer)
- Markus Maximilian Prinz von Anhalt (nome de nascimento: Markus Chapelar)
- Ferdinand Prinz von Anhalt (nome de nascimento: Markus Wolfert)